# Месарош, Иштван
И́штван Ме́сарош (венг. Mészáros István; 19 декабря 1930 — 1 октября 2017) — философ

 и экономист венгерского происхождения, эмерит-профессор Сассекского университета (Англия). Покинул Венгрию после советского вторжения в 1956 году. Его относят к представителям современного западного марксизма. Сам он называл себя постмарксистом.
Член-корреспондент Венгерской академии наук с 1995 года. Был награждён Премией имени Кошута (1956), которой его лишили сразу после эмиграции. 

## Биография
Выходец из рабочей семьи, воспитывался матерью. В условиях военного времени начал работать на заводе в возрасте двенадцати лет, подделав своё свидетельство о рождении (минимальный возраст для приёма на работу составлял шестнадцать лет). Молодым работником впервые столкнулся с международной эксплуатацией труда и неравноправием в оплате труда мужчин и женщин — его товарищи, взрослые рабочие, работая на предприятии иностранного владельца (радиозаводе «Standard»), получали больше, чем его мать, работавшая на венгерского работодателя.
Месарош смог заняться учёбой только после окончания Второй мировой войны и введения бесплатного образования. Входил в Будапештскую школу — работал ассистентом Дьёрдя Лукача в Институте эстетики Будапештского университета, где и защитил в 1954 году докторскую диссертацию. (О Лукаче высказывался: "Дьёрдь Лукач был моим великим учителем и другом в течение двадцати двух лет, вплоть до своей смерти в 1971 году".)
В 1956 году стал ответственным редактором журнала «Раздумья» («Eszmélet»), имевшего марксистскую и антисталинистскую направленность.
После поражения Венгерского восстания 1956 года и ввода советских войск был вынужден покинуть страну. В эмиграции жил сначала в Италии, где преподавал в Туринском университете и написал свой труд «Аттила Йожеф и современное искусство», а позже в Великобритании, где работал в Университете Сент-Эндрюс (Шотландия) и Сассексском университете (Англия). В 1972—1977 занимал должность профессора философии в Йоркском университете (Канада). Джон Беллами Фостер вспоминал, что Месарош покинул данный вуз из-за происшедшего там идейного раскола на кафедре политологии между теми, кого называли «политическими экономистами» - от «критических теоретиков» (из-за отвращения к обеим сторонам раскола).

## Идеи
Самую известную свою книгу — «По ту сторону капитала» (1995) — Месарош писал более тридцати лет. Она имеет подзаголовок «К теории переходного периода», поскольку в ней автор пытается нарисовать контуры будущего перехода от капитального строя (именно так он называет господствующий строй — капитализм, который, по его мнению, является лишь частным случаем этого строя) к социализму, который должен начаться «на второй день после революции».
Иштван Месарош предлагает альтернативную современным господствующим в мире представлениям точку зрения относительно капитала и капитализма, полемизируя с представителями различных школ, начиная от Адама Смита и заканчивая Фридрихом фон Хайеком. Он рассматривает капитал как внутренне противоречивую органическую систему социального метаболизма, и в связи с этими противоречиями последняя не может быть неизменной и вечной, соответственно, ей предстоит перейти в новое качество. Иштван Месарош указывает на углубление структурного кризиса капитала, связанного с достижением его пределов (противоречия между транснационализацией капитала и национальным государством, экологический кризис, структурная безработица, неспособность достичь эмансипации женщин и подлинного равенства, расточительность производства, деградация человеческой личности). Данный кризис отличен по своей природе от циклических кризисов капиталистического производства. Структурный кризис капитала стимулирует современный империализм к более агрессивным формам авторитаризма и усилению экспансионистских тенденций.
Иштван Месарош считал, что капитал не является спонтанно координирующейся системой, но отличается жёсткой и командной структурой, требующей контроля и управления (с помощью мировой империалистической системы с её разделением на «метрополии» и «периферию»), обеспечивать которые становится все труднее. Страх потерять контроль над ситуацией подталкивает современный капитализм к усилению авторитаризма, в том числе в самих развитых капиталистических странах, а также к агрессивной экспансии — причём не только территориальной (военные интервенции и экономические войны), сколько «внутренней»: капитал вторгается в сферы, которые раньше непосредственно не подчинялись его власти (медицина, образование, коммунальное хозяйство, инфраструктура), чтобы коммерциализировать их и включить в систему получения прибавочной стоимости. Ответ на этот «вызов исторического времени», согласно Месарошу, остаётся неизменным со времён Розы Люксембург: «социализм или варварство».
Месарош считал, что социальная революция, стоящая на повестке дня, ещё не будет социалистической — она будет антикапиталистической, то есть задавать направление движения в сторону преодоления диктатуры капитала в обществе. В связи с этим постреволюционные (посткапиталистические) общества рассматриваются как составные части органической системы капитала, не до конца преодолевшие капитал как общественное отношение, пока антикапиталистическое движение не охватит весь мир — мировую социалистическую революцию Месарош рассматривал не как одноразовый радикальный акт, но как процесс.
В силу этого возрастает важность разработки «теории переходного периода» к социализму, сущность которого заключается в социальной революции (в противовес политической революции, уничтожающей класс капиталистов). Без подобной теории социалистическое движение не сможет выйти из тупика, в котором оно находится в последние десятилетия. При этом надо избегать ловушки утопизма — пытаться уже сейчас подробно описывать будущее общество: хотя утопические схемы могут удовлетворить непосредственную потребность видеть альтернативу современному миру капитала, они обычно не способны видеть дальше горизонта той общественной формации, которую эти схемы призваны критиковать.
Месарош выступал с критикой того убеждения, что материальные условия капитализма можно непосредственно использовать для приближения общества, основанного на некапиталистическом производстве. На самом деле, как утверждает Месарош, ни централизация капитала, ни обобществление труда при капитализме не могут «автоматически» привести к социализму. Материальные условия капитализма тесно связаны с классовой, гендерной и расовой иерархией, и иллюзорно полагать, что простой захват власти, отстранение от управления средствами производства капиталистов и перераспределение общественного дохода превращает капитальную систему в социалистическую. Первым шагом на пути действительно коренных общественных преобразований должно стать абсолютное отрицание капитала как в политике, так и в экономике (децентрализация производства и передача полномочий принимать производственные решения непосредственным производителям) — что способно воплотить только массовое внепарламентское рабочее движение.
Иштван Месарош положительно оценивал Боливарианскую революцию в Венесуэле; он был личным знакомым и сторонником Чавеса, назвав его «первопроходцем социализма XXI века», ещё до прихода того к власти.
Месарош утверждал, что образование должно быть непрерывным, длиться всю жизнь, иначе это просто не образование. По его мнению, современная система образования, организованная господствующим буржуазным классом, готовит человека к жизни в мире отчуждённого труда, подчинённого капиталу. Она не оставляет ни студентам, ни преподавателям времени на обдумывание необходимости изменения капиталистического строя, не учит путям поиска альтернатив.

## Сочинения
- Марксова теория отчуждения (Marx’s Theory of Alienation. London: Merlin Press, 1970)
- Философия, идеология и социальные науки (Philosophy, Ideology, and Social Science. Basingstoke: Palgrave Macmillan, 1986)
- Могущество идеологии (The Power of Ideology. Brighton: Wheatsheaf Publishers; New York: New York University Press, 1989)
- По ту сторону капитала: к теории переходного периода (Beyond Capital: Toward a Theory of Transition. London: Merlin Press, 1995)
- Социализм или варварство: от «Американского столетия» до перекрестия дорог (Socialism or Barbarism: From the «American Century» to the Crossroads. New York: Monthly Review Press, 2001)
- Образование по ту сторону капитала (La educación más allá del capital. Buenos Aires: CLACSO y Siglo XXI, 2008)
- Вызов и бремя исторического времени (The Challenge and Burden of Historical Time. New York: Monthly Review Press, 2008)
- Структурный кризис капитала (A crise estrutural do capital. São Paulo: Boitempo, 2009 / La crisis estructural del capital. Caracas: Ministerio del Poder Poder Popular para la Comunicación y la Información, 2009)
- Социальная структура и формы сознания: Социальная детерминация метода (Estrutura social e formas de consciência: a determinação social do método. São Paulo: Boitempo, 2009)